# Torneo de Linz 2020
El Upper Austria Ladies Linz 2020 fue un torneo de tenis que se jugó en canchas duras bajo techo. Fue la 34.ª edición de la Generali Ladies Linz, y formó parte de los torneos internacionales de la WTA Tour de 2020. Se llevó a cabo en Linz (Austria) del 9 al 15 de noviembre de 2020.

## Distribución de puntos
| Modalidad           | Campeona | Finalista | Semifinales | Cuartos de final | 2ª ronda | 1ª ronda | Clasificadas | 3ª ronda de clasificación | 2ª ronda de clasificación | 1ª ronda de clasificación |
| Individual femenino | 280      | 180       | 110         | 60               | 30       | 1        | 18           | 14                        | 10                        | 1                         |
| Dobles femenino     | 280      | 180       | 110         | 60               | -        | 1        | -            | -                         | -                         | -                         |

## Cabezas de serie

### Individuales femenino
| Tenista               | Ranking | Preclasificada |
| Aryna Sabalenka       | 11      | 1              |
| Elise Mertens         | 21      | 2              |
| Dayana Yastremska     | 29      | 3              |
| Ekaterina Alexandrova | 33      | 4              |
| Veronika Kudermétova  | 46      | 5              |
| Nadia Podoroska       | 48      | 6              |
| Jil Teichmann         | 57      | 7              |
| Bernarda Pera         | 61      | 8              |

- Ranking del 26 de octubre de 2020.[1]

### Dobles femenino
| Tenista                           | Ranking | Preclasificada |
| Lucie Hradecká Kateřina Siniaková | 42      | 1              |
| Gabriela Dabrowski Vera Zvonareva | 51      | 2              |
| Irina Bara Sara Sorribes          | 165     | 3              |
| Arantxa Rus Tamara Zidanšek       | 174     | 4              |

## Campeonas

### Individual femenino
Aryna Sabalenka venció a  Elise Mertens por 7-5, 6-2

### Dobles femenino
Arantxa Rus /  Tamara Zidanšek vencieron a  Lucie Hradecká /  Kateřina Siniaková por 6-3, 6-4